# Полярна чайка
Полярна чайка (Larus hyperboreus) е птица от семейство Чайкови.

## Физически характеристики
Това е едра птица. На цвят е много светла почти бяла с бледосиви крила. Клюнът е голям и мощен, жълт на цвят с червено петно на върха. Има жълт пръстен около очите.

## Разпространение
Полярната чайка е разпространена в арктическите райони на Европа и Северна Америка. Среща се и на юг по крайбрежията на тези континенти и Големите езера в Северна Америка, където зимува.